# 4 × 100 meter stafett för herrar i friidrott vid olympiska sommarspelen 1980
4 x 100 meter stafett för herrar vid olympiska sommarspelen 1980 i Moskva avgjordes 1 augusti. 

## Medaljörer
| Gren                  | Guld                                                                                       | Guld  | Silver                                                                           | Silver | Brons                                                                      | Brons |
| 4 x 100 meter stafett | Sovjetunionen · Vladimir Muravjov · Nikolaj Sidorov · Andrej Prokofjev · Aleksandr Aksinin | 38,26 | Polen · Zenon Licznerski · Leszek Dunecki · Marian Woronin · Krzysztof Zwoliński | 38,33  | Frankrike · Patrick Barre · Pascal Barre · Hermann Panzo · Antoine Richard | 38,53 |

## Resultat

### Final
| Placering | Nation         | Final                                                                         | Tid   |
| --------- | -------------- | ----------------------------------------------------------------------------- | ----- |
|           | Sovjetunionen  | • Vladimir Muravjov • Nikolaj Sidorov • Aleksandr Aksinin • Andrej Prokofjev  | 38,26 |
|           | Polen          | • Krzysztof Zwoliński • Zenon Licznerski • Leszek Dunecki • Marian Woronin    | 38,33 |
|           | Frankrike      | • Antoine Richard • Pascal Barré • Patrick Barré • Hermann Panzo              | 38,53 |
| 4.        | Storbritannien | • Mike McFarlane • Allan Wells • Cameron Sharp • Drew McMaster                | 38,62 |
| 5.        | Östtyskland    | • Sören Schlegel • Eugen Ray • Bernhard Hoff • Thomas Munkelt                 | 38,73 |
| 6.        | Bulgarien      | • Pavel Pavlov • Vladimir Ivanov • Ivajlo Karanjotov • Petar Petrov           | 38,99 |
| 7.        | Nigeria        | • Hammed Adio • Kayode Elegbede • Samson Oyeledun • Peter Okodogbe            | 39,12 |
| 8.        | Brasilien      | • Milton de Castro • Nelson dos Santos • Katsuhiko Nakaya • Altevir de Araújo | 39,54 |

### Försöksheat
| Placering | Nation              | Heat 1                                                                       | Tid   |
| --------- | ------------------- | ---------------------------------------------------------------------------- | ----- |
| 1.        | Sovjetunionen       | • Vladimir Muravjov • Nikolaj Sidorov • Aleksandr Aksinin • Andrej Prokofjev | 38,68 |
| 2.        | Frankrike           | • Antoine Richard • Pascal Barré • Patrick Barré • Hermann Panzo             | 39.01 |
| 3.        | Bulgarien           | • Pavel Pavlov • Vladimir Ivanov • Ivajlo Karanjotov • Petar Petrov          | 39.25 |
| 4.        | Jamaica             | • Don Quarrie • Colin Bradford • Michael Davis • Albert Lawrence             | 39.71 |
| 5.        | Trinidad och Tobago | • Edwin Noel • Hasely Crawford • Chris Braithwaite • Andrew Bruce            | 39.74 |
| 6.        | Senegal             | • Boubacar Diallo • Momar N'Dao • Cheikh Touradou Diouf • Issa Fall          | 40.25 |
| 7.        | Seychellerna        | • Marc Larose • Régis Tranquille • Casimir Pereira • Vincent Confait         | 41.71 |
| 8.        | Kuba                | • Osvaldo Lara • Alejandro Casañas • Silvio Leonard • Tomás González         | DNF   |

| Placering | Nation            | Heat 2                                                                          | Tid   |
| --------- | ----------------- | ------------------------------------------------------------------------------- | ----- |
| 1.        | Östtyskland       | • Sören Schlegel • Eugen Ray • Bernhard Hoff • Thomas Munkelt                   | 38,65 |
| 2.        | Polen             | • Krzysztof Zwoliński • Zenon Licznerski • Leszek Dunecki • Marian Woronin      | 38.83 |
| 3.        | Storbritannien    | • Mike McFarlane • Allan Wells • Cameron Sharp • Drew McMaster                  | 39.20 |
| 4=.       | Nigeria           | • Hammed Adio • Kayode Elegbede • Samson Oyeledun • Peter Okodogbe              | 39.48 |
| 4=.       | Brasilien         | • Milton de Castro • Nelson dos Santos • Katsuhiko Nakaya • Altevir de Araújo   | 39.48 |
| 6.        | Ungern            | • István Tatár • István Nagy • László Babály, Sr • Ferenc Kiss                  | 39.97 |
| 7.        | Kongo-Brazzaville | • Louis Nkanza • Théophile Nkounkou • Jean-Pierre Bassegela • Antoine Kiakouama | 40.09 |
| 8.        | Sierra Leone      | • Rudolph George • Sheku Boima • William Akabi-Davis • Walter During            | 42.53 |